# Tchalochevo
Tchalochevo (en macédonien Чалошево) est un village du centre de la Macédoine du Nord, situé dans la municipalité de Vélès. Le village comptait 210 habitants en 2002.

## Démographie
Lors du recensement de 2002, le village comptait :
- Macédoniens : 206
- Serbes : 3
- Autres : 1